# Topazia Alliata
Topazia Alliata (Palermo, 5 novembre 1913 – Roma, 23 novembre 2015) è stata una pittrice, scrittrice e gallerista italiana.

## Biografia
Nasce a Palermo il 5 novembre 1913, figlia del principe Enrico Maria Alliata di Villafranca (5 luglio 1879 - 14 dicembre 1946), membro di una nota famiglia aristocratica siciliana, gli Alliata, proprietario dei vini "Corvo" e ultimo signore delle cantine di Casteldaccia.
La madre era l'aristocratica Oria Maria Amelia "Sonia" Ortúzar Ovalle de Olivares (11 giugno 1892 - 11 agosto 1981), figlia di un diplomatico cileno e cantante lirica. Nata e cresciuta a Parigi, Oria Sonia Ortúzar fu da giovane una promettente cantante lirica, allieva di Enrico Caruso.
Topazia cresce così in un ambiente familiare aristocratico ricco di stimoli culturali. Tuttavia, in un atteggiamento di rottura verso il suo ambiente, decide di percorrere una strada diversa: giovanissima aderisce infatti a un movimento pittorico d'avanguardia ed espone quadri, non senza dare scandalo alla buona società palermitana dell'epoca. I suoi amici vengono dal popolo, e si chiamano Nino Franchina e Renato Guttuso. Frequenta la Scuola Libera del nudo dell'Accademia di Belle Arti di Palermo . Nella mostra Una vita per l'arte: Topazia Alliata allestita in occasione del primo anniversario della morte dell'artista presso Palazzo Sant'Elia a Palermo, sono state esposte sue opere oltre che di suoi amici pittori .
La famiglia aveva scelto per lei un conte inglese, ma Topazia preferisce un allora sconosciuto intellettuale fiorentino che sarebbe diventato uno dei più grandi antropologi del Novecento: Fosco Maraini, e lo sposa a Firenze nel 1935 . Insieme al marito e alla prima figlia Dacia Maraini nata a Fiesole, si trasferisce in Giappone. A Sapporo nasce Yuki (per l'anagrafe italiana Luisa) nel 1939. A Tokyo nasce Antonella, detta Toni, nel 1941. La guerra coinvolge il Giappone alleato dell'Italia fascista; a seguito dei fatti dell'8 settembre 1943, gli italiani che non aderiscono alla Repubblica Sociale Italiana, come Topazia e Fosco Maraini con l'intera famiglia, vengono internati in un campo di prigionia per due anni.
Finita la guerra, torna in Sicilia, a Bagheria nel 1946 e con la famiglia si trasferisce nella monumentale Villa Valguarnera. Lo stesso anno muore il padre e Topazia gli succede alla guida delle cantine di Casteldaccia. È stata la creatrice del vino "Colomba platino", un bianco ancora oggi prodotto con il marchio "Corvo". In un momento estremamente difficile, nella Sicilia del dopoguerra, fa di tutto per risollevare le sorti dell'azienda ma nulla vale a impedirne la vendita, avvenuta alcuni anni dopo, nel 1959. Con lei finisce la storia secolare che legava la famiglia Alliata alle cantine di Casteldaccia e il passaggio alla Regione Sicilia si compie nel 1961.
In quegli anni Topazia Alliata è vicina a Danilo Dolci, padre della nonviolenza e della lotta alla mafia, tuttavia senza mai aderire ufficialmente ad alcun partito politico. Si separa da Fosco e, anche se ha smesso di dipingere, resta in contatto con i suoi amici artisti del periodo giovanile. Al Circolo della cultura di Palermo organizza eventi e mostre, cercando di portarvi figure di livello internazionale nel campo dell'arte e della scienza. Viaggia molto a Roma dove si trasferisce.
Nel 1959 apre una galleria d'arte a Trastevere in piazza in Piscinula 13, la Galleria Topazia Alliata, dove espone pittori dell'avanguardia. Inaugura con Andrea Cascella, presenta artisti giovani e giovanissimi, da tutto il mondo. Organizza circa sessanta mostre in loco e cura altre importanti occasioni in gallerie italiane e internazionali. Costretta a chiudere nel 1964, continua il suo lavoro di promozione e scoperta di artisti collaborando con altre gallerie d'arte a Roma, Napoli, in Germania, in Inghilterra.
Ha preso parte alla fondazione del Museo Guttuso di Bagheria.
Muore a Roma il 23 novembre 2015 all'età di centodue anni.
Il suo corpo è sepolto accanto al padre Enrico e alla madre Amelia (detta Sonia), nel cimitero di Casteldaccia.
Il Comune di Casteldaccia, per due anni, ha promosso il Premio Topazia Alliata da attribuire a donne che danno lustro alla Sicilia.